# انجمن فلسفی کانادایی
انجمن فلسفی کانادا (CPA)؛ (به انگلیسی: Canadian Philosophical Association) در سال ۱۹۵۸ به‌عنوان یک سازمان غیرانتفاعی دوزبانه برای ترویج بورس تحصیلی و آموزش فلسفی در کانادا و به نمایندگی از منافع این حرفه در انجمن‌های عمومی کانادا تأسیس شد. این انجمن فصلنامه‌ای به نام «دیالوگ: بررسی فیلسوفی کانادا» منتشر می‌کند. تمامی فعالیت‌ها و نشریات دو زبانه هستند. این انجمن از سال ۲۰۲۱ بیش از ۶۰۰ عضو فعال دارد.
رؤسای سابق این انجمن عبارتند از: لوک لانگلویس، دیوید برابوک، کای نیلسن، ویلیام سویت، رونالد د سوزا، آدل مرسیه، توماس دی کونینک، ساندرا لاپونت، سامانتا برنان، دانیل واینستاک، دومینیک مک آیور لوپس و کریستین تاپلت. رئیس فعلی جنیفر ناگل از دانشگاه تورنتو است.
دفاتر اداری انجمن در تورنتو واقع شده‌اند.